# Echo (DEAN FUJIOKAの曲)
「Echo」（エコー）は、DEAN FUJIOKAの2作目のシングル。2018年6月20日にA-Sketchから発売された。楽曲の一部に、2017年頃からイギリスで流行しているウェーブというダンス・ミュージックの表現を導入している。

## 概要
タイトルチューン「Echo」は2018年4月19日から先行配信された。

## 収録曲
1. Echo [4:16]
  - 作詞・作曲：DEAN FUJIOKA
  - 編曲：DEAN FUJIOKA・Mitsu.J
  - フジテレビ系列木曜劇場『モンテ・クリスト伯 -華麗なる復讐-』主題歌
2. Hope [4:22]
  - 作詞・作曲：DEAN FUJIOKA・SUNNY BOY
  - 編曲：SUNNY BOY
3. Echo (Instrumental) [4:16]
4. Hope (Instrumental) [4:22]

### 初回限定盤DVD
- A
  1. DEAN FUJIOKA 1st Japan Tour “History In The Making 2018”
  2. Let it snow! Music Video
  3. Let it snow! Music Video Behind the Scene
- B
  1. DEAN CHANNEL DELUXE
  2. Echo Behind the Scene

## テレビ出演
- 2018年
  - 6月17日放送『シブヤノオト』（NHK総合）
  - 6月23日放送『COUNT DOWN TV』（TBS系列）
  - 7月6日放送『ミュージックステーション 2時間スペシャル』（テレビ朝日系列）
  - 7月7日放送『THE MUSIC DAY 伝えたい歌』（日本テレビ]系列）
  - 7月14日放送『音楽の日』（TBS系列）